# Fuentes sobre el primer viaje de Colón
Las fuentes sobre el primer viaje de Colón son el conjunto de documentos escritos que aportan informaciones de primera mano sobre el primer viaje de Colón a las Indias, expedición que marca el comienzo del descubrimiento de América.
El denominado Diario de a bordo de Colón, manuscrito de autor desconocido y atribuido generalmente a Bartolomé de las Casas, es la fuente más conocida y citada sobre el viaje. Existe sin embargo una amplia lista de textos contemporáneos, privados u oficiales, que aportan versiones diferentes de los hechos o detalles suplementarios. Entre ellas destacan las cartas anunciando el Descubrimiento que circularon en distintas versiones impresas por toda Europa, la Historia del Almirante escrita por Hernando Colón y publicada a mediados del siglo XVI o las declaraciones de los participantes en el viaje llamados a testificar durante los llamados pleitos colombinos que opusieron a los descendientes de Colón con la Corona.

## Crónicas contemporáneas
Cartas anunciando el Descubrimiento
En la primera mitad de 1493 se publicaron una serie de cartas que relataban el primer viaje a las Indias y cuya autoría ha sido atribuida tradicionalmente al propio Colón. Hacia principios de abril se imprimió en Barcelona la carta en castellano dirigida al escribano de Ración de la Corona de Aragón, Luis de Santángel; unas semanas más tarde se publicó en Roma una traducción al latín bien de este mismo documento bien de otra carta muy similar dirigida al tesorero real Gabriel Sánchez. La versión en latín se difundió rápidamente por toda Europa, siendo reeditada varias veces y traducida a otros idiomas. Posteriormente han aparecido manuscritos similares a las cartas impresas. En 1985, apareció  en el Libro copiador de Colón una copia posiblemente del siglo XVI de una carta de Colón a los Reyes fechada en 4 de marzo de 1493 y que trata el mismo tema.
La publicación de estas cartas constituyó una operación de propaganda a gran escala posibilitada por un invento reciente, la imprenta. A pesar de las dudas sobre su autoría, tienen una gran importancia histórica porque constituyeron la única fuente sobre el primer viaje de Colón que estuvo disponible públicamente durante la vida del Almirante.
Andrés Bernáldez
Andrés Bernáldez, párroco de Los Palacios (Sevilla) y capellán del arzobispo de Sevilla, escribió una minuciosa Historia de los Reyes Católicos don Fernando y doña Isabel en la que narra los viajes de Colón, al que afirma haber conocido personalmente y alojado en su casa al regresar de su Segundo Viaje. El capítulo 118 de su crónica narra el primer viaje, basándose en gran medida en alguna de las cartas de Colón.
Pietro Mártir de Anglería
El italiano Pedro Mártir de Anglería, que ocupó puestos de responsabilidad en las cortes de los Reyes Católicos y sus sucesores, narró los viajes de Colón en una serie de epístolas escritas en latín y compiladas en la obra De Orbe Novo, cuya primera parte o "década" fue impresa en 1511. Se cree que tuvo acceso a informaciones de primera mano, incluyendo documentos escritos por Colón.
Gonzalo Fernández de Oviedo
Gonzalo Fernández de Oviedo coincidió con los hijos de Colón en la corte del príncipe Juan, asistió al recibimiento de Colón en Barcelona en 1493 y, más tarde, fue cronista oficial de Indias. En 1535 publicó su Historia general y natural de las Indias, islas y tierra-firme del mar Océano. En los capítulos 5 y 6 del segundo libro narra el primer viaje de Colón.
Francisco López de Gómara
Francisco López de Gómara, eclesiástico e historiador español, que destacó como cronista de la conquista española de México, a pesar de que nunca atravesó el Atlántico, publicó en 1552 la obra Historia general de las Indias. En los capítulos XV, XVI y XVII recoge las vicisitudes del primer viaje colombino. Tanto Bernal Díaz del Castillo como Bartolomé de Las Casas fueron muy críticos tanto con el autor como con la obra. Además la corona española prohibió su impresión en 1556.
Hernando Colón
Hernando Colón, hijo natural de Cristóbal Colón, escribió una biografía de su padre en la que detalla cada uno de sus viajes. Esta obra fue escrita en los años 1530 pero no fue impresa hasta 1571, en Venecia. El primer viaje se narra en los capítulos 15 a 41. En general se considera que la obra de Hernando Colón es parcial, no objetiva, encaminada a enaltecer la figura de Colón y criticar a sus detractores y rivales. En particular ataca duramente a Gonzalo Fernández de Oviedo y a los hermanos Pinzón, codescubridores de América.
Bartolomé de las Casas
El fraile y obispo Bartolomé de las Casas es usado tradicionalmente por los historiadores como la fuente principal de información sobre el primer viaje de Colón. Escribió dos textos: uno el llamado Diario, en el que afirma haber resumido el cuaderno de bitácora de Colón durante este viaje, y otro, mucho más extenso, titulado Historia de las Indias. Ambos manuscritos contienen numerosas notas al margen, tachaduras y correcciones, lo que indica que son documentos de trabajo, no versiones finales. De las Casas afirma haber empezado a escribir su obra hacia 1527 pero solo la afrontó con fuerza en la segunda mitad de los años 1540, cuando obtuvo acceso a la biblioteca privada de Hernando Colón en Sevilla. A su muerte la obra quedó inconclusa, en forma de manuscrito, y fue olvidada hasta su redescubrimiento en 1791. Pudo escribir su Diario hacia 1557.
Existe diversidad de opiniones sobre la fiabilidad del relato de De las Casas. Henri Vignaud descalificó el Diario llamándolo "falsificación fraudulenta". Más recientemente, David Henige ha mostrado que en el texto del Diario se puede identificar la mano de varios autores, lo cual le hace ser escéptico sobre su autenticidad. Barry W. Ife, reconstruyendo el proceso de redacción que se deduce de las correcciones realizadas, opina que en el manuscrito del Diario De las Casas parece haber tratado de reflejar fielmente, si bien resumiéndolo, un texto que tenía delante de él; y que es más bien al escribir la Historia cuando "censuró" algunos pasajes para mejorar la imagen de Colón. El texto copiado no era, en todo caso, el original de Colón ya que en una de sus notas al margen De las Casas critica un error introducido por el escribano que había copiado el documento.
Para componer la Historia de las Indias, De las Casas utilizó tanto su extracto del Diario como el manuscrito de la Historia del Almirante de Hernando Colón, que todavía no había sido publicada.
Jerónimo Zurita
El cronista aragonés Jerónimo Zurita redactó a finales del siglo XVI una Historia del Rey don Fernando el Católico que no contiene muchos datos sobre el primer viaje pero que es una de las fuentes principales para conocer lo que sucedió al regresar los descubridores a la Península en 1493 y las maniobras diplomáticas que siguieron.

## Testimonios indirectos
Carta de Aníbal Zennaro
Aníbal Zennaro era un italiano que se encontraba en la corte de los Reyes Católicos en Barcelona en marzo de 1493. El día 9 de ese mes le escribió a su hermano, embajador en Milán, afirmando haber "visto la carta" enviada por Colón desde Lisboa a los Reyes. Junto con un breve resumen de lo que podría ser la carta a Gabriel Sánchez, Zennaro añade el dato aparentemente erróneo de que Colón empleó "cuatro carabelas".
Carta del duque de Medinaceli
El 19 de marzo de 1493, el duque de Medinaceli le escribió una carta a su tío el cardenal Mendoza en la que le informaba de que "Cristóval Colomo", que había partido unos ocho meses antes para las Indias, ahora había retornado a Lisboa.

Puede aver ocho meses que partió y agora él es venido de buelta a Lisbona y ha hallado todo lo que buscaua

Carta de Tribaldo de Rossi
Tribalo de Rossi era un modesto empresario de la seda florentino que anotó en su Libro de cuentas la llegada a Florencia de una carta que avisaba de que en España habían descubierto territorios en los que los habitantes van desnudos, cultivan granos y se los comen sin convertirlos en pan y que tienen algodón y mucho oro. También habla de que por este descubrimiento se celebran en España grandes fiestas, como las celebradas cuando la conquista de Granada, y que iban a regresar muchos más barcos y hombres españoles allá.
Pleitos colombinos
Los pleitos colombinos fueron una serie de contenciosos que llevaron a cabo los descendientes de Cristóbal Colón. El Almirante había sido apartado de los cargos de gobierno y de los beneficios sobre el Nuevo Mundo por diversas revueltas habidas entre los españoles que allí se encontraban, por la dureza de su gobierno en La Española, por fricciones con otros notables de España que buscaban posiciones de gobierno en los lugares descubiertos y porque sus campañas en el Nuevo Mundo generaban enormes gastos en proporción con los escasos beneficios netos. Es por esto que finalizó su Tercer Viaje a Las Indias esposado y fue liberado en España por mediación de Isabel I. Su Cuarto Viaje fue intenso y descubrió nuevas tierras, pero de nuevo los beneficios fueron escasos y los objetivos propuestos en el viaje no se cumplieron, por lo que al llegar a España lo hizo pobre y sin títulos. Durante sus últimos tiempos, Colón luchó porque le devolvieran los derechos en el Nuevo Mundo, pero no le devolvieron nada. Murió en 1506 y los pleitos de sus herederos comenzarían en 1508.

## Documentos oficiales de fuentes
En los archivos españoles se conservan varios documentos emitidos por la corte de los Reyes Católicos relativos a la preparación del viaje de Colón, entre ellos:
- Capitulaciones de Santa Fe entre Colón y la Corona, fechadas a 17 de abril de 1492
- Real privilegio otorgado a Colón el 30 de abril de 1492
- Reales provisiones ordenando poner dos carabelas al servicio de Colón, de 30 de abril y 23 de mayo de 1492

Otros documentos oficiales posteriores a la expedición aportan datos sobre la misma, por ejemplo:
- Prohibición de navegar a las Indias sin licencia regia, 30 de marzo de 1493.
- Merced a Juan de la Cosa para compensarle por la pérdida de su nave, a 28 de mayo de 1493.

## Otros textos

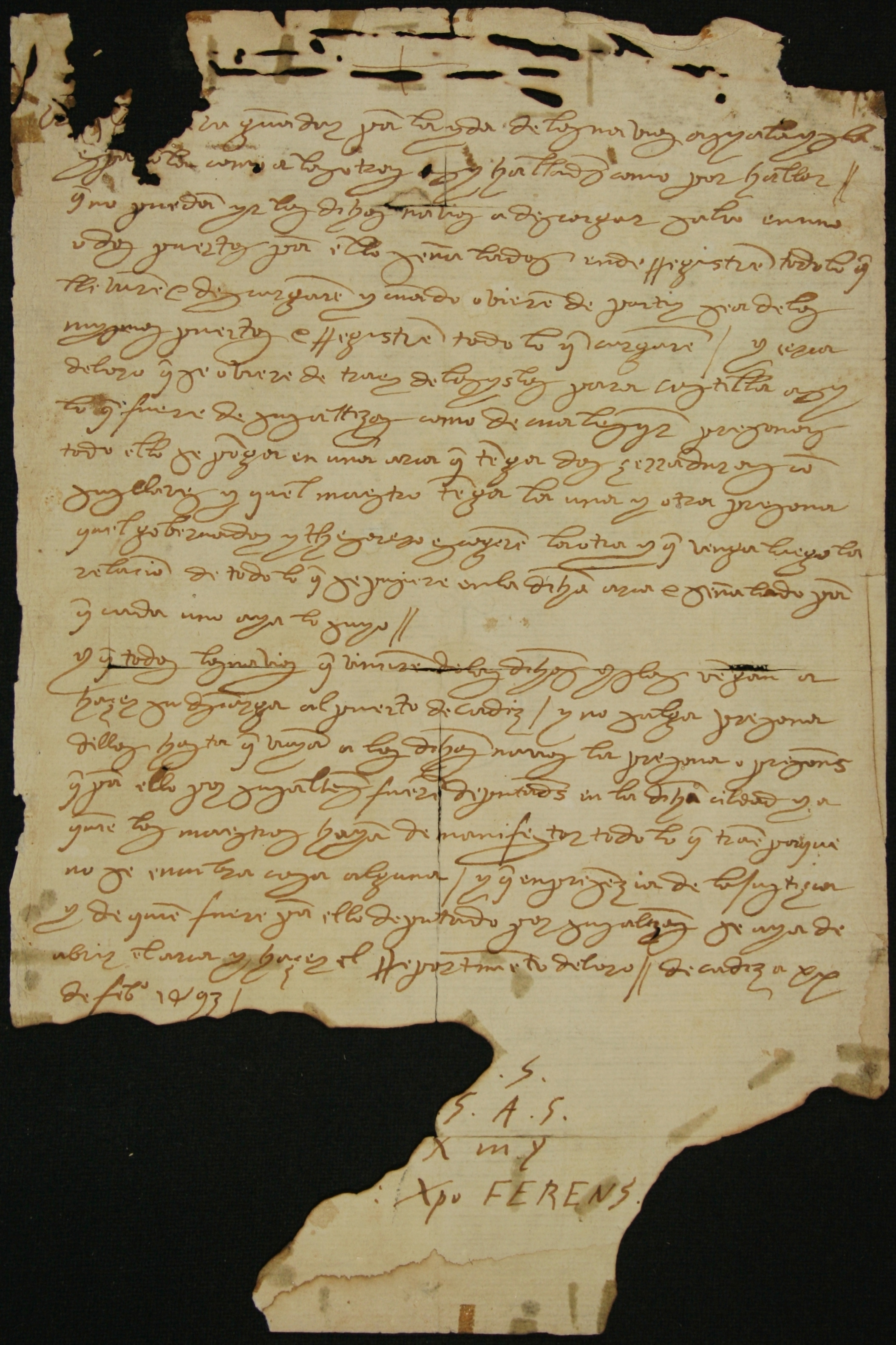
Manuscrito colombino O'Gorman.

El manuscrito colombino O'Gorman es un documento supuestamente escrito y firmado por Cristóbal Colón durante el viaje de regreso a España, después de su primer viaje. El documento, fechado en Cádiz a 20 de febrero de 1493, muestra la firma "Xro. FERENS", habitual del navegante, que ha dado lugar a diversas interpretaciones debido a la forma en que están acomodadas las letras en cuatro líneas.